# 1992 في كولومبيا
فيما يلي قوائم الأحداث التي وقعت خلال عام 1992 في كولومبيا.

## سياسة

### تعيين في المنصب
- 5 فبراير – كارلوس هولمز تروهيو وزير التعليم في كولومبيا ‏.
- 29 يونيو – أندريس غونزاليس دياز Minister of Justice and Law of Colombia ‏.

## رياضة
- 12 أبريل – طواف كولومبيا 1992 الفائزون Ruber Marín [الإنجليزية]‏، لويس إسبينوزا، فابيو بارا، Álvaro Delgado ‏، لويس ألبرتو غونزاليس، تشيبي غونزاليس، Libardo Niño [الإنجليزية]‏، Postobón (cycling team) [الإنجليزية]‏.

## مواليد

### يناير
- 1 يناير – علي ستون كاتبة أغاني كولومبية.
- 10 يناير – ليدي أندرادي لاعبة كرة قدم كولومبية.
- 13 يناير – سانتياغو أرياس لاعب كرة قدم كولومبي.
- 18 يناير – جيفرسون موريلو لاعب كرة قدم كولومبي.
- 27 يناير – ويلسون كويرو لاعب كرة قدم كولومبي.

### فبراير
- 2 فبراير – كارلوس مونيوز سائق سيارة سباق كولومبي.
- 2 فبراير – ماوريسيو راموس
- 21 فبراير – ادوين كاسترو لاعب كرة قدم كولومبي.
- 21 فبراير – سباستيان فيلا غطاس كولومبي.
- 23 فبراير – جون ستيفن ريفيرا لاعب كرة قدم كولومبي.
- 24 فبراير – يرسون كانديلو لاعب كرة قدم كولومبي.

### مارس
- 1 مارس – خوان كاميلو سايز لاعب كرة قدم كولومبي.
- 5 مارس – خوان سيباستيان غوميز لاعب كرة مضرب كولومبي.
- 9 مارس – لوسيا ألدانا

### أبريل
- 6 أبريل – جان كارلوس بلانكو لاعب كرة قدم كولومبي.
- 15 أبريل – صوفيا غوميز رياضية كولومبية.
- 16 أبريل – والتر فارغاس درّاج طريق كولومبي.
- 21 أبريل – هارولد غوميز لاعب كرة قدم كولومبي.

### مايو
- 1 مايو – ديفيد كورتيس لاعب كرة قدم كولومبي.
- 4 مايو – جولييان جيفارا لاعب كرة قدم كولومبي.
- 16 مايو – كارلوس روبلس روتشا لاعب كرة قدم كولومبي.
- 26 مايو – ميغيل أنخيل رييس درّاج طريق كولومبي.
- 27 مايو – جيسون موريو لاعب كرة قدم كولومبي.

### يونيو
- 5 يونيو – بالدوميرو برلزا برلزا لاعب كرة قدم كولومبي.
- 7 يونيو – ناثاليا سانشيز لاعبة جمباز فني كولومبية.
- 14 يونيو – ستيفان ميدينا لاعب كرة قدم كولومبي.
- 14 يونيو – ليوناردو فابيو كاسترو لاعب كرة قدم كولومبي.
- 17 يونيو – فابيان كاستيلو لاعب كرة قدم كولومبي.
- 25 يونيو – يسون غورديلو لاعب كرة قدم كولومبي.
- 27 يونيو – ستيفن ميندوزا لاعب كرة قدم كولومبي.

### يوليو
- 7 يوليو – خوسيه إزكييردو لاعب كرة قدم كولومبي.
- 8 يوليو – ليليانا مورينو درّاجة طريق كولومبية.
- 20 يوليو – خوسيه إريك كوريا لاعب كرة قدم كولومبي.
- 20 يوليو – رينالدو لينيس لاعب كرة قدم كولومبي.
- 22 يوليو – حزقيال مانويل سولانو لاعب كرة قدم كولومبي.
- 30 يوليو – أندريس منديز سائق سباق كولومبي.

### أغسطس
- 3 أغسطس – كارلوس مونيوث
- 17 أغسطس – بريان كاميلو رييس لاعب كرة قدم كولومبي.
- 21 أغسطس – يوهان موخيكا لاعب كرة قدم كولومبي.

### سبتمبر
- 5 سبتمبر – نيكولاس باريديس درّاج طريق كولومبي.
- 11 سبتمبر – سانتياغو هيرنانديز متسابق دراجات نارية كولومبي.

### أكتوبر
- 2 أكتوبر – خورخي لويس راموس لاعب كرة قدم كولومبي.
- 7 أكتوبر – إزيكيل بالوميكي لاعب كرة قدم كولومبي.
- 14 أكتوبر – غوستافو كيولار لاعب كرة قدم كولومبي.
- 30 أكتوبر – كريستيان سانتانا لاعب كرة قدم كولومبي.

### نوفمبر
- 7 نوفمبر – جيري أورتيز لاعب كرة قدم كولومبي.
- 11 نوفمبر – أندريس ماتا ماتا ربّاع إسباني.
- 13 نوفمبر – خورخي إنريكي أرياس لاعب كرة قدم كولومبي.
- 23 نوفمبر – خوان أغوديلو لاعب كرة قدم أمريكي.

### ديسمبر
- 8 ديسمبر – إدوين كاردونا لاعب كرة قدم كولومبي.

## وفيات

### مايو
- 7 مايو – بيدرو غوميز (مواليد 1923)